# Krzysztof Popczyński
Krzysztof Popczyński (født 8. marts 1969) er en polsk tidligere fodboldspiller og senest træner for FC Djursland i Danmarkseriens pulje 3

## Klubber som spiller
- 1989-1990: Garbania Krakow
- 1990-1994: Hutnik Krakow
- 1994: Kiruna FF
- 1995: Hutnik Krakow
- 1996: Panionios FC
- 1996-1997: KS Borek
- 1997-1998: Esbjerg fB
- 1998-2001: Vágs Bóltfelag
- 2002-2005: GÍ Gøta

## Klubber som træner
- 1998-2001: Vágs Bóltfelag
- 2002-2005: GÍ Gøta
- 2006-2007: Havnar Bóltfelag
- 2007-2008: Tvøroyrar Bóltfelag
- 2008-2013: Aarhus Fremad
- 2014-2015: FC Djursland